# بيرديكا (ثيسبروتيا)
بيرديكا (Πέρδικα) هي مدينة في ثيسبروتيا في مقاطعة كينتريكي إلادا في اليونان.